# PACIFIC OASIS
『PACIFIC OASIS』（パシフィック・オアシス）は、2010年4月5日から2021年3月31日までFM COCOLOで放送されていたラジオ番組。1989年6月から1998年9月まではFM802で放送されていた。

## 概要
基本的に英語での進行である。選曲は1960年代から1980年代の洋楽メインの放送だが、最新の曲や邦楽も流れることもある。曲紹介などは、カマサミ・コングが進行していた。
なお、当番組終了時に出演していたコング、佐野はそのまま2021年4月より深夜帯に放送開始した「KAMASAMI KONG SHOW」の担当に移行している。

## 放送時間
現在
- 月曜 - 木曜 11:00 - 13:55[注 1][2]（2013年4月 - 2021年3月[3] ）

過去
- 月曜 - 木曜 10:00 - 13:00[1]（2010年4月  - 2013年3月[4]）
- 月曜 - 木曜 10:00 - 13:00（FM802、1989年6月  - 1998年9月）[1]

## パーソナリティ
- カマサミ・コング（1989年6月 - 1998年9月、2010年4月 - 2021年3月31日）
- 佐野瑛厘（2019年10月1日 - 2021年3月31日[5][注 2])

過去
- 小谷真美子（2013年4月1日[6] - 2019年9月30日[7]）

## タイムテーブル
2018年12月現在のタイムテーブルであり、時間に関しては日によって変動する場合がある。
- 11:00 オープニング
- 11:08 タイムテーブル・コーナー紹介、メッセージテーマ紹介
- 11:16 Headline News・Weather Information
- 11:20 船場センタービル TREASURE HUNT（月曜）
- 11:35 Mamiko's Yummy Topic（火曜～木曜）
- 11:42 Traffic Information
- 11:45 RADIO SHOPPER'S NAVI
- 11:55 INFOMERCIAL（木曜）
- 12:00 12時台オープニング
- 12:16 Headline News・Weather Information
- 12:20 Joshin DISC・PIER Entertainment Oasis（木曜）
- 12:30 Konglaturations（火曜）
- 12:50 INFOMERCIAL（不定期）
- 13:00 13時台オープニング
- 13:50 エンディング